# Kees 't Hart
Kees 't Hart (Den Haag, 12 juli 1944) is een Nederlandse schrijver, dichter en literatuurcriticus.

## Biografie
Kees 't Hart studeerde Nederlandse taal- en letterkunde aan de Universiteit van Amsterdam, werkte als docent aan de lerarenopleiding Ubbo Emmius (Leeuwarden) en later als studiebegeleider Cultuurwetenschappen bij de Open Universiteit Nederland. Hij schreef romans, poëzie- en verhalenbundels en een verzameling essays.
Tussen 1994 en 1999 was hij redacteur van het literair tijdschrift De Revisor en hij stelde voor het voetbaltijdschrift Hard gras een speciaal nummer over de sportclub Heerenveen samen. Zijn ervaringen met de club lagen ten grondslag aan het dagboek :Het mooiste leven… (2001). 't Hart schrijft recensies voor De Groene Amsterdammer en woont sinds 2004 in Den Haag.

## Prijzen
- 1997 - Piter Jelles-priis voor zijn roman Blauw Curaçao
- 2000 - Multatuliprijs voor De revue
- 2000 - Ida Gerhardt Poëzieprijs voor Kinderen die leren lezen
- 2016 - J. Greshoff-prijs voor Het gelukkige schrijven